# Иди к чёрту
«Иди к чёрту» (англ. Go to Blazes) — кинокомедия британского режиссёра Майкла Трумэна, снятая в 1962 году.

## Сюжет
Трое некомпетентных преступников угоняют пожарный автомобиль.

## В ролях
| Актёр             | Роль                           |
| ----------------- | ------------------------------ |
| Дэйв Кинг         | Бернард                        |
| Роберт Морли      | Арсон Эдди                     |
| Дэниел Мэсси      | Гарри                          |
| Дэннис Прайс      | Уитерс                         |
| Корал Брауни      | Колетт                         |
| Норман Россингтон | Леопольдо, клерк-знаменитость  |
| Мэгги Смит        | Шанталь                        |
| Майлс Маллесон    | продавец                       |
| Уилфрид Лоусон    | дилер металлолома              |
| Дэвид Лодж        | сержант                        |
| Джон Уэлш         | главный офицер пожарной службы |
| Финлей Карри      | судья                          |
| Джеймс Хайтер     | курильщик трубки               |
| Дерек Ниммо       | знаток рыб                     |
| Джон Глин-Джонс   | начальник пожарной службы      |
| Джон Ле Месурье   | рыбак                          |
| Артур Лоуи        | сторож                         |
| Джерри Дугган     | пожарный                       |
| Хью Ллойд         | пожарный                       |
| Джон Уорвик       | пожарный                       |